# Achille Peretti (artiste)
Pour les articles homonymes, voir Peretti.
Ne doit pas être confondu avec l'homme d'État français Achille Peretti.
Achille Peretti, né à Alexandrie en 1857 et mort à La Nouvelle-Orléans en 1923, est un peintre italien, sculpteur et un anarchiste.

## Biographie
Pendant les années 1870, Achille Peretti a étudié l'art à Milan à l'Académie des beaux-arts de Brera , sous la direction de Giuseppe Bertini, Raffaele Casnedi, Luigi Riccardi, Luigi Bisi et de Antonio Caimi. Dans ces années, il a acquis un certain nombre de prix; finalement en 1878, il obtient la "Menzione d'onore" en peinture.
Il est devenu un membre de la section locale d'Alexandrie de la Première Internationale, et a été décrit par la police comme un "fanatique internationaliste", qui voulait le renversement de la société dans le but d'émeutes.
Achille émigre vers les États-Unis à la suite de la répression dans l'Italie de la Première Internationale, et après avoir voyagé à travers la Côte du Golfe et Chicago il décide de rester à la Nouvelle-Orléans. Il est devenu un citoyen en 1890, et à partir de 1903 jusqu'à sa mort, a vécu au 632 di St. Peter Street dans le quartier français. Dans la même maison vivait quelques années plus tard, le dramaturge Américain Tennessee Williams.

## Sélection d'oeuvres
- Portrait of Hector Berlioz
- Portrait of an Elderly Lady
- The stampede, 1900
- Tree lined street
- Rooster and Chickens in the Barn
- Irish Channel Woman